# Walter Rieck (Biologe)
Walter Rieck (* 1. Februar 1905 in Prenzlau/Uckermark; † 12. November 1990 in Hann. Münden) war ein deutscher Wildbiologe und Jagdwissenschaftler.

## Leben
Walter Rieck legte das Abitur in der Uckermark ab, studierte in Berlin und Innsbruck und promovierte im Jahr 1932 mit einer Arbeit über Die Entwicklung des Mundhöhlenepithels der Anuren. Danach erhielt er eine Assistentenstelle am Institut für Jagdkunde in Berlin-Zehlendorf. Von 1936 bis 1943 leitete Rieck die Abteilung Berufsjäger im Reichsjagdamt; ab 1937 war er außerdem Leiter des Instituts für Jagdkunde des Reichsbundes Deutscher Jägerschaft. Diese Tätigkeit endete natürlich 1945. 1939 initiierte er die Zeitschrift für Jagdkunde, deren Herausgeber er bis 1944 blieb.
In der zweiten Hälfte der 1930er Jahre stellte er unter anderem Erhebungen zur Setzzeit von Rehkitzen an. Laut seiner Analyse der Geburtstermine von 16.687 Rehkitzen innerhalb des damaligen Gebietes des Deutschen Reiches werden 96 % aller Rehkitze im Mai oder Juni geboren; die Untersuchung ergab jedoch auch, dass die Termine insgesamt zwischen Anfang März und Anfang September liegen können. Rieck veröffentlichte diese Zahlen 1955 in der Zeitschrift für Jagdwissenschaft.
Aus dem Jahr 1950 stammt ein Schulwandbild zum Thema Stubenfliege, das von einem Walter Rieck gestaltet und in Stuttgart gedruckt wurde. Möglicherweise überbrückte Walter Rieck die Zeit zwischen dem Ende des Dritten Reiches und seiner Beschäftigung an der Universität unter anderem mit der Herstellung solcher Lehrmittel.
Ab 1950 arbeitete Rieck am Institut für Jagdkunde der Universität Göttingen, das er von 1968 bis 1972 leitete, und von 1955 bis 1972 war er Schriftleiter der Zeitschrift für Jagdwissenschaft. 1968 wurde er Mitbegründer der Arbeitsgemeinschaft wildbiologischer und jagdkundlicher Forschungsstätten. Walter Rieck schrieb zahlreiche Artikel in Fachzeitschriften; außerdem schuf er zusammen mit Gerd von Lettow-Vorbeck eine Neubearbeitung des Werks Das Rehwild von Ferdinand von Raesfeld. Mit Rudolf Wetzel schrieb er das Werk Krankheiten des Wildes, das 1962 veröffentlicht wurde.